# 日本の古代東北経営
日本の古代東北経営（にほんのこだいとうほくけいえい）、古代東北政策（こだいとうほくせいさく）、古代東北史（こだいとうほくし）または東北古代史（とうほくこだいし）は、日本の古代東北の経営に進出したヤマト王権や後身となる古代日本の律令国家（朝廷）が、蝦夷社会に対して律令を基本法とする古代日本の中央集権的政治制度およびそれに基づく政治体制の中に編成していく対蝦夷政策である。
中央史観の強かった時代には日本の古代東北経営全般を指して蝦夷征討（蝦夷征伐）と呼ばれた。しかし必ずしも一方的に征討を繰り返していたわけではなく、時代によって懐柔政策、移民政策、征夷政策、民夷融和政策など政策に変遷がみられる。

## 神話において

### 神武天皇即位前紀
奈良時代に成立した日本の歴史書『日本書紀』に以下の歌が載せられている。
この歌は神武天皇の即位前に、道臣命が大来目部の軍勢を率いて八十梟帥の残党を破った時の戦勝歌とされている。愛瀰詩とあることからこの歌は蝦夷（えみし）についての最も古い言及とされるが、一方では伝説の域を出ないとする考えもある。
国文学の研究によれば、本来この歌は神武天皇との関わりがなく、ヤマト王権の外征軍である大来目部が大王の命を受けて未服属の地域に軍事的遠征をおこなっていた4世紀頃に凱歌として歌われていたものと推察されている。

## 古墳時代

### 倭王武の上表文
ヤマト王権による国土統一が進んだ古墳時代中期となる5世紀後半、順帝の昇明2年（478年）に倭王武が中国南朝の宋の皇帝に送った「倭王武の上表文」中に以下の記述がある。
倭王武は稲荷山古墳出土鉄剣の銘文中にみえる獲加多支鹵大王、すなわち雄略天皇であると推定されている。上表文によれば「王の先祖が自ら甲冑を纏い、山川を跋渉し、戦を続け、東は毛人55カ国を征し、西は衆夷66カ国を服し、海北へ渡り95カ国を平らげる」とあり、雄略天皇の代にはほぼ国家統一は成っていた様子を窺い知ることが出来る。また、ヤマト王権によって平定されたとされる東日本の諸地域の人々を指して毛人の文字が使用されている点には大いに注目される。
日本武尊以降、上毛野氏の複数の人物が蝦夷を征討したとされているが、これは毛野氏が古くから蝦夷に対して影響力を持っていたことを示していると推定されている。例えば俘囚の多くが吉弥侯部氏を名乗っているが、吉弥侯部、君子部、公子部は毛野氏の部民に多い姓である。

## 飛鳥時代
※日付は和暦による旧暦。西暦表記の部分はユリウス暦とする。

### 国造制
日本の史書であり、神道における神典である『先代旧事本紀』巻十「国造本紀」には、6世紀中頃から後半頃にかけて130の国造の設置時期や系譜について記載されている。それによると国造分布の北限は、太平洋側では亘理地方（思国造）と伊具地方（伊久国造）、日本海側では越後平野中部（高志深江国造）と佐渡（佐渡国造）である。この段階において、太平洋側では会津地方を除く福島県全域と宮城県最南部の亘理・伊具地方まで、日本海側では新潟県南半までは国造が置かれているため、すでにヤマト王権の内国地域として支配領域の中に編入されていた。このことから、当時ヤマト王権が「エミシ」の地と観念されていたのは上記の国造が置かれていない地域より以北、すなわち福島県会津地方や山形県全域、新潟県新潟市周辺、宮城県仙台市周辺であったと推測される。

### 大化改新

#### 律令国家成立と城柵官衙の建置
ヤマト王権は皇極天皇4年6月12日（645年7月10日）の乙巳の変に始まる一連の国政改革（大化の改新）を画期に律令国家建設に向けての諸政策を進め、地方行政として国郡里制の整備、編戸制の実施、戸籍・計帳といった公文書の作成、班田収授法の実施、租庸調・雑徭などの徴税が全国へとおよんでいく。
中央政府（朝廷）は税収の拡大を目的として東北経営を本格化させると、越後平野北半と仙台平野に相次いで城柵官衙を設置した。『日本書紀』によると、日本海側では大化3年（647年）に越国渟足柵（現在の新潟県新潟市）、大化4年（648年）には磐舟柵（現在の新潟県村上市）が設置されている。
『日本書紀』中には太平洋側の城柵設置を示す記事はないものの、郡山遺跡I期官衙（現在の仙台市太白区）が越国渟足柵に対応する陸奥国の城柵遺跡と考えられている。また7世紀代に造営された柵として越国都岐沙羅柵や陸奥国優嗜曇柵が知られている。

#### 越後平野と仙台平野
7世紀代に城柵が造営された越後平野、仙台平野、米沢盆地といった地域ではエミシが反乱を起こしたことを伝える史料などは一切ない。これらの地域は弥生時代以来の稲作農耕文化がそれなりに発展し、古墳時代前期より大型古墳の造営など古墳文化の昴揚もみられるため、もともと関東地方や中部地方以西の国造制施行地域に住む人々とあまり大きく変わらない農耕文化や信仰文化をもっていたと考えられる。そのため近隣の城柵を拠点とした律令国家の支配を抵抗もなく受け容れ、やがて内国地域の社会・住人と区別しがたいほどに同化していった。
大宝律令施行時点で越後平野、仙台平野、米沢盆地、山形盆地は律令国家の支配体制に組み込まれ、それらよりも北方の諸地域が「エミシ」の地と定められることとなった。

#### 大化以後の対蝦夷政策
斉明天皇元年7月11日（655年8月18日）、難波宮で北（越国）の蝦夷99人、東（陸奥国）の蝦夷95人を饗応、百済の調使150人、柵養蝦夷9人、津刈蝦夷6人が冠位各二階を授けられた。北蝦夷とは高志国、東蝦夷とは道奥国が連れてきた蝦夷集団をそれぞれ指す。また柵養蝦夷とは渟足・磐舟柵や郡山遺跡などの城柵の下で保護されている蝦夷を指すと考えられる。同年に蝦夷と隼人が衆を率いて内属し、天闕に詣って朝献した。
『日本書紀』は斉明天皇4年（658年）4月から同6年（660年）3月にかけて、阿倍比羅夫の日本海沿いの遠征・北航の蝦夷および粛慎を討った記事も伝える。7世紀後半は、文献はとくに蝦夷の反乱などは記録していない。
大化改新後まもなく陸奥国は設置された。文献上では斉明天皇5年（659年）3月に道奥国とみえるのが初見例である。陸奥の初見は天武天皇5年1月25日（676年2月14日）である。

### 大宝元年体制

#### 大宝律令と蝦夷
天智天皇2年8月（663年10月）に起こった白村江の戦いでの大敗を契機としてヤマト王権は天皇中心の律令国家建設を急いだ。大宝元年（701年）に大宝律令が制定される。
これ以後は「エミシ」に対する用字として「蝦夷」が一般的に定着している。
律令国家が新たに東北経営を推進したのが大崎平野と庄内平野であった。しかし越後平野や仙台平野の時と違い、律令国家の蝦夷政策はやがて大きな障碍にぶつかると、現地住民である蝦夷の抵抗に遭う。

#### 庄内平野の蝦夷反乱
| 墓誌拓本（文末） |  | 墓誌拓本（文頭） |
| 墓誌拓本（文末） |  | 墓誌拓本（文頭） |

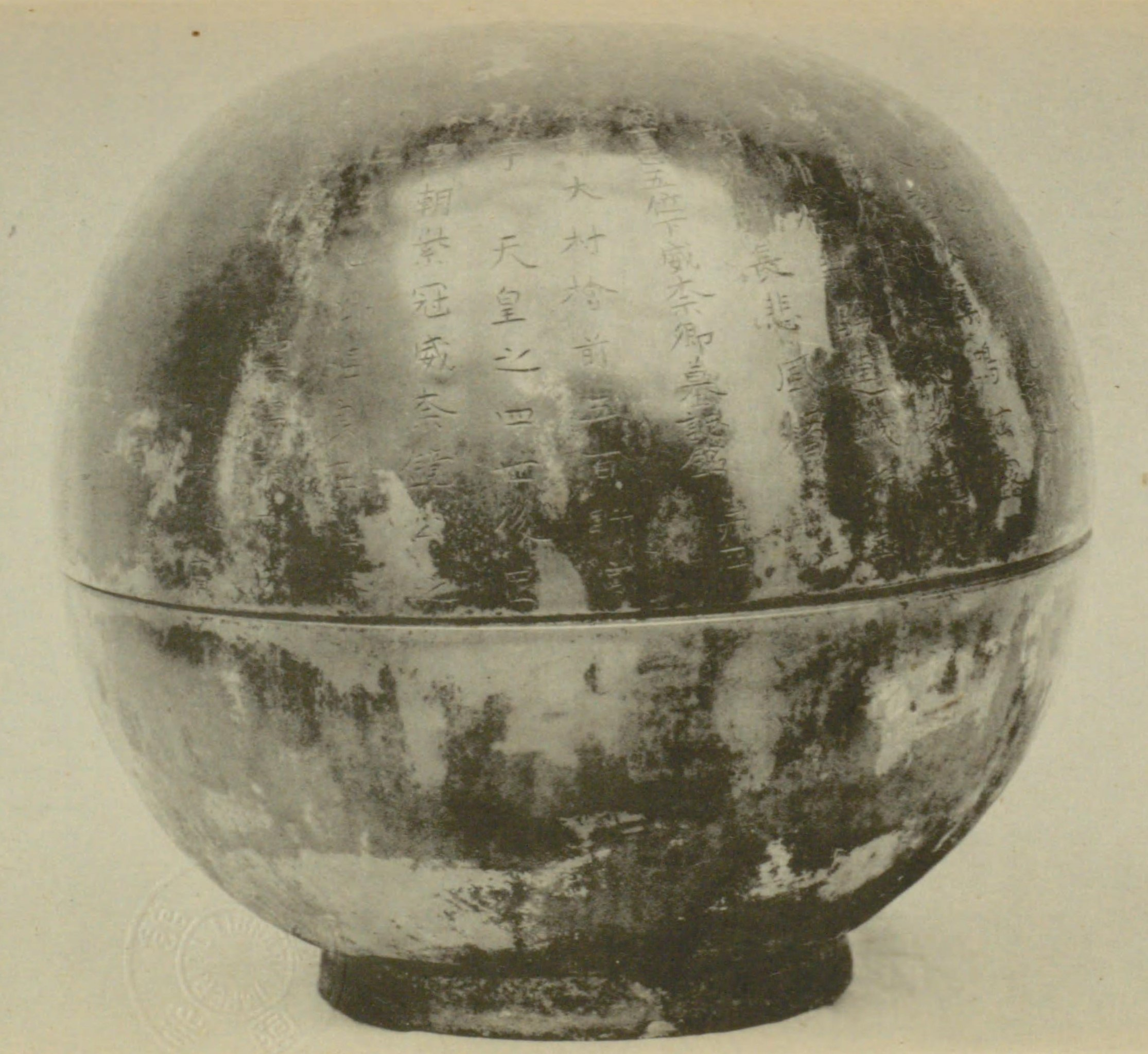
金銅威奈真人大村骨蔵器（国宝、四天王寺所蔵）

大宝律令の施行から10年も経たず、東北地方の日本海側では蝦夷による反乱が発生していたようである。国宝『金銅威奈真人大村骨蔵器』に刻まれた銘文によると、慶雲2年（705年）頃に越後守威奈大村が越後北疆方面の蝦虜に対して仁政を施したという。「越後北疆の蝦虜」は庄内平野の蝦夷集団と解釈されており、当時は越後国に属していた庄内平野で小規模な騒擾が生じていたため、それを抑えるために大村が越後守として渟足柵に赴任して柔懐鎮撫にあたったものと推察される。

#### 出羽建国
威奈大村の後任として阿倍真公が越後守に任ぜられると、和銅元年9月28日（708年11月14日）、越後国の庄内地方に出羽郡が新設された。このことが現地の蝦夷系住人に困惑や抵抗の感情をもたらしたようで、中央政府は和銅2年3月6日（709年4月20日）に陸奥国と越後国の蝦夷が出羽柵の柵戸ら非蝦夷系の住人に危害を加える事件がたびたび発生していたことを理由に、陸奥鎮東将軍・巨勢麻呂や征越後蝦夷将軍・佐伯石湯などを派遣した。両最高指揮官の肩書きが陸奥国側では「陸奥鎮東将軍」、越後国側では「征越後蝦夷将軍」と書き分けられ、越後国側には副将軍がともなっていることから、日本海側の蝦夷が蜂起していたことがうかがえる。
これより以後、蝦夷社会と律令国家の衝突は史料上に「蝦夷反乱」という形で国家側の記録が残るようになる。
庄内平野の蝦夷反乱から3年後の和銅5年9月23日（712年10月27日）、出羽郡を中心に新たに出羽国が建てられた。10月10日（712年7月13日）には陸奥国から最上郡と置賜郡を割いて出羽国に併せることになる。

#### 大崎平野の建郡
奥羽脊梁山脈の東の陸奥国側では、庄内平野の蝦夷反乱の際に一時的に政情不安の状態に陥っていたようだが、その後は比較的平穏な状態が続いていた。
『続日本紀』慶雲4年5月26日（707年6月30日）条の記述によると、7世紀中頃の白村江の戦いで唐軍の捕虜となり、40年あまりを唐土ですごしたのち、解放されて帰朝した3人の中に陸奥国信太郡出身の壬生五百足という人物がいたことが知られている。一般的に景雲4年より以前に信太郡が成立していた証左とされ、8世紀初頭には大崎平野でも律令国家による建郡の動きがあったことがうかがえる。しかし庄内平野とは異なり、大崎平野では建郡によって蝦夷反乱が引き起こされることはなかった。

## 奈良時代
※日付は和暦による旧暦。西暦表記の部分はユリウス暦とする。

### 和銅元年体制

#### 平城京遷都と蝦夷族長への君姓賜与
和銅3年3月10日（710年4月13日）、元明天皇が藤原京から平城京へと遷都した。その直後となる同年4月21日（710年5月23日）、律令国家は陸奥国側の蝦夷族長らに対して「君（キミ）の姓（カバネ）」を賜わり、編戸（戸籍・計帳に登載され、口分田を与えられて租庸調などの租税や労役を追う公民）と同じ待遇を保障することを許可している。これは蝦夷族長クラスの住人から律令国家に対して公民化を願い出たものと考えられており、以来、君姓は律令国家の支配秩序の中に編成された蝦夷族長が名乗る姓として制度化されていく。なお天平宝字3年10月8日（759年11月2日）には「君」の字が「公」の字に改められており、蝦夷族長の君姓も公姓へと換えられている。
霊亀元年10月（715年）、邑良志別君・須賀君の君姓を持つ蝦夷族長の請願によって、彼らの本拠地近傍に郡家が建てられた。陸奥の蝦夷第三等爵邑良志別君宇蘇弥奈の請願の主旨は「邑良志別君一族は親族の死亡により勢力が著しく弱体化したため、常に狄徒の襲撃に怯えており、その憂いを除くために香河村に郡家を建てたい」というものであった。蝦夷須賀君古麻比留の請願の主旨は「自分たち須賀君一族は先祖以来毎年昆布を国家に貢献してきたが、送付先である陸奥国府までは往還に20日をも要し、たいへん辛苦が多いので、近くの閇村に郡家を建てて百姓（公民）と同様の待遇をえて、永く昆布の貢献をおこないたい」というものであった。

#### 移民政策と陸奥国分割
和銅6年12月、大崎平野に丹取郡が建てられた。近年の見解では、大崎地方中部以北の広大な地域を占める大規模な郡で、のちに丹取郡・志太郡・黒川郡・色麻郡などの諸郡が母胎となって黒川以北十郡が分立したと考えられている。
霊亀元年5月30日（715年7月5日）、坂東6国（相模国・上総国・常陸国・上野国・武蔵国・下野国）から陸奥国へ富民1000戸の大量移民があった。
養老2年5月、陸奥国の石城郡・標葉郡・行方郡・宇多郡・亘理郡の5郡と常陸国の菊田郡を石城国、陸奥国の白河郡・石背郡・会津郡・安積郡・信夫郡の5郡を石背国とした。これによって陸奥国の領域は宮城県中南部の柴田郡・名取郡・伊具郡・宮城郡の4郡と大崎平野の黒川郡・色麻郡・志太郡・丹取郡の4郡を併せた狭小なものになったとみられる。

#### 大崎平野の蝦夷反乱
陸奥国分割などの行政の急展開は、出羽郡設置のさいと同じように現地勢の反発をかったようである。養老4年9月28日（720年11月2日）、大崎平野の蝦夷が反乱して陸奥按察使上毛野広人が殺害される事件が発生した。朝廷は翌29日（3日）に相模国・上野国及び下野国の按察使を歴任し、武蔵国守の経験があった播磨国按察使の多治比縣守を持節征夷将軍に任命、下毛野石代を副将軍にして陸奥国へ、また阿倍駿河を持節鎮狄将軍に任命して出羽国へと派遣した。
戦闘経過は不明だが、養老5年4月9日（721年5月9日）には持節征夷将軍と持節鎮狄将軍がそろって帰還している。

### 神亀元年体制

#### 政策の変更
養老4年に起きた大崎平野の蝦夷反乱のあと、陸奥国内では新たな政策が実施されていく。養老6年（722年）に蝦夷反乱の大きな要因となった蝦夷への収奪強化の緩和をはかるため、陸奥国内の租庸調を停止した。また蝦夷による貢納や奉仕への反対給付の財源確保を目指して、国内の公民から蝦夷に対する禄として支給するための税布が徴収されるようになった。
その前後（神亀元年4月以前）には石城国と石背国が陸奥国へと短期間で再併合され、広域陸奥国が復活している。これは蝦夷支配を担う陸奥国の行政と財政両面での体制強化を実現するための施策とみられる。
同時期に鎮守府の設立も推進された。鎮守府は鎮兵（専業兵士）を率いて東北の辺境を守護する軍政府で、鎮守将軍以下鎮官によって統括された。鎮兵の出身地の多くは坂東八国である。

#### 陸奥海道の蝦夷反乱
新たな政策によって陸奥国側に住む蝦夷への懐柔が積極的に進められていた最中の神亀元年3月25日（724年4月22日）、陸奥国で海道の蝦夷が反乱して陸奥大掾佐伯児屋麻呂を殺害した。このとき反乱の主体となった海道の蝦夷とは、太平洋沿岸地域（現在の宮城県北部から岩手県南部）に住む蝦夷と推定されている。
反乱発生後の同年4月7日（5月4日）に持節征夷将軍藤原宇合、副将軍高橋安麻呂とする征夷軍が鎮圧のために派遣された。5月24日（6月19日）には鎮狄将軍小野牛養の軍勢も出羽国へと派遣されている。反乱の平定を終えた宇合らは事件発生後8ヶ月が経過した11月29日（12月19日）に平城京へと帰還した。
海道の蝦夷反乱について樋口知志は、大崎平野の蝦夷反乱とは発生のメカニズムがやや異なり、海道地方に住む蝦夷集団と律令国家側勢力との間の交易上のトラブルに端を発したのではないか、また律令国家は朝貢に訪れる蝦夷族長への禄の支給体制を整えていたが海道蝦夷たちの不満を抑えるには至らなかったのではないかとしている。

#### 多賀城の創建
神亀元年、多賀城が創建された。天平宝字6年12月1日（762年12月20日）に恵美朝獦（藤原朝狩）が多賀城を修造した記念として作られた多賀城碑の碑文には、神亀元年に按察使兼鎮守将軍大野東人によって設置されたと記されている。多賀城跡の発掘調査成果に基づいて建造は養老年間（717年から724年）よりおこなわれていたとの推察もあり、神亀元年は完成年を示すものである可能性もある。いずれにしても養老4年の大崎平野の蝦夷反乱、神亀元年の海道の蝦夷反乱ときわめて深い関わりをもっていたことは間違いない。
蝦夷反乱というかたちで顕在化した律令国家の東北経営の破綻に対して新たな蝦夷支配体制を構築していこうとする政策基調の下に、多賀城の造営や同時期の大崎平野における城柵や官衙の整備、造営などの諸事情が強力に推進されることになった。神亀元年の蝦夷反乱が終息して多賀城の造営がほぼ成ったと考えられる同年の冬頃以降には、その後半世紀もの長い間にわたって国家と蝦夷との間で戦闘がおこなわれた形跡は一切確認されていない。

#### 陸奥出羽連絡路の開削
天平5年12月26日（734年2月4日）、庄内平野の出羽柵が秋田平野の秋田村高清水岡（秋田県秋田市）へと移設され、雄勝郡が建郡された。高清水岡の出羽柵は律令国家と北方蝦夷社会が共有する交易推進のための施設としての性格をもっていたため、現地の蝦夷社会に動揺や軍事的緊張をもたらした形跡はあまりみられない。
天平9年1月22日（737年2月25日）、陸奥按察使兼鎮守将軍大野東人が多賀柵から出羽柵への直通連絡路を開通させるために、その経路にある男勝村の征討許可を朝廷に申請した。中央政府から持節大使藤原麻呂、副使佐伯豊人、副使坂本宇頭麻佐らが派遣されると、同年2月より連絡路の建設が進められた。この計画に対して山道と海道の蝦夷の間に疑念が広がったため、海道地方には遠田郡郡領遠田君雄人、山道地方には北上盆地中部の有力族長和我君計安塁を派遣して動揺を鎮めさせた。藤原麻呂以下指揮官が多賀城はじめ6城柵を警固する中、大野東人が騎兵196人、鎮兵499人、陸奥国兵5000人、帰服狄俘249人を率いて陸奥国賀美郡から出羽国最上郡玉野まで80里の山道を建設した。さらに玉野から比羅保許山までの80里の道も開通させたが、出羽守田辺難波の献策によって比羅保許山から雄勝までの50里については未着工のまま撤退している。律令国家と蝦夷社会との間で軍事的緊張が発生することはなかった。
この頃、西日本から東国にかけての広い範囲では、天然痘が猛威を振るっていた。藤原四子政権が消滅。陸奥出羽連絡路の開削計画はたなざらしとなった。

#### 疫病流行と天平産金
天平9年（737年）に猛威を振るった天然痘は、列島社会に深刻な社会的打撃を与えた（天平の疫病大流行）。これをうけ、天平11年に軍団兵士制が全国的に停止されるなど、橘諸兄政権によって民力休養を主眼とした政策が主導されていく。奥羽では、この間も城柵の守備を継続する必要から軍団兵士制や鎮兵制が維持されている。しかし坂東などから多くの兵員を徴発・動員することは困難となった。
天平12年に参議として議政官に加わった大野東人にかわり、百済王敬福が陸奥国を主導した。敬福在任中の天平18年12月、全国の軍団兵士制が復活する。兵士制を維持していた陸奥国にも、新たに小田団が増設された。
天平21年（749年）4月、百済王敬福が小田郡産出の黄金900両を献上した。天平感宝元年（749年）5月、陸奥からの産金を祝してこの年の全国の田租が免除され、さらに陸奥国小田郡の庸調は永年、陸奥国はむこう3年間、ほかの諸国は1国2郡ずつ交代で各軍の庸調免除が命じられた。天平勝宝4年（752年）から大仏の鍍金作業がはじまったことに対応して、陸奥国の庸調の品目が多賀城以北諸郡では金、以南諸郡では布と区分され、庸調としての金の京進がはじまった。
歴史学者の吉川真司は、この金の発見がその後の日本の政治・経済に大きな変革を与えたとしている。大仏の鍍金作業が終わった後も続く産金は国庫に納められ、疫病の影響で悪化した財政の立て直しや国際交易の決済手段として用いられるようになり、海外の文物移入や王権の強化にもつながったからである（金その物の収入だけでなく、それまで国際交易の決済手段になっていた綿などを国庫に留めることが出来た側面も含む）。しかし、産金の中心となった小田郡は黒川以北十郡でも北部、つまり蝦夷の居住地域に近い場所にあった。吉川は天平産金をきっかけとして小田郡とその周辺地域を確保して蝦夷社会への金流出を阻止すること、あわよくば小田郡以北の金資源の探索・獲得を目指す方向での政策転換が行われたと推測する。そして、後年の桃生城と伊治城の設置も、小田郡の産金地域の防衛と更なる産金地域（具体的には中世期に産金で知られるようになる本吉・気仙方面）への進出を意図したものであったとしている。

### 藤原仲麻呂政権

#### 桃生城と雄勝城の造営
天平宝字元年4月4日（757年4月26日）、孝謙太上天皇が天下の家ごとに『孝経』を備えるよう詔を発した。同時に『孝経』の教えに背く不孝・不恭・不友・不順の者を陸奥国の桃生と出羽国の小勝（雄勝）に配流して辺境防備にあてるよう指示が出された。同じ勅には田租免除の対象者のなかに鎮兵がみえる。
天平宝字3年（759年）9月、陸奥国桃生城と出羽国雄勝城がほぼ同時期に完成した。
雄勝城は孝謙太上天皇の父である聖武天皇によって命じられていたものの、大野東人が果たせず終わった難事業だったが、藤原朝猟らが蝦夷を教導しつつ一戦も交えず完成させた。
桃生城は黒川以北十郡のひとつ牡鹿郡の当時の領域より大河北上川（旧北上川）を東へ越えた対岸の丘陵地帯に築かれた。天平宝字元年8月より1年足らずの間に1690人の蝦夷や俘囚が帰降してきたので、天平10年閏7月14日（738年9月2日）の勅に準じて水田耕作を営ませて王民とし、辺境守備軍に充てることが定められている。『続日本紀』天平宝字2年6月11日（758年7月20日）の記事中で「帰降（まつろ）へる夷俘」について「或は本土を去り離れて、皇化に帰慕し、或は身を戦場に捗りて、賊と怨を結ぶ」と述べられていることから、桃生城の造営が契機となって蝦夷社会内部に分裂や内紛が形成されていった可能性が考えられる。

### 称徳・道鏡政権

#### 道嶋氏の台頭
道嶋氏は上総地方の住人であったが、7世紀中頃に牡鹿地方へと移住してきたことが明らかになった。
嶋足は武人として頭角をあらわし、天平宝字8年に藤原仲麻呂の乱が勃発したときには孝謙上皇側につき、仲麻呂の子・藤原訓儒麻呂を坂上苅田麻呂とともに射殺した。これにより従四位下（天平神護2年に正四位上）に躍進して貴族の仲間入りを果たし、牡鹿宿禰の姓も賜与される。

#### 伊治城の造営
神護景雲元年10月15日（767年11月10日）、造営開始から完成まで30日に満たない異例の速さで陸奥国の栗原地方に伊治城が完成した。この城柵は蝦夷豪族や蝦夷系有力者による貢献や支援を受けて造営されたと考えられている。また軍事力については、陸奥国の正規軍にあまり依存せず、蝦夷や俘囚らの保有する武力が常備軍に充当されていた可能性がある。
論功行賞によると田中多太麻呂、石川名足、大伴益立、上毛野稲人、大野石本、道嶋三山、吉弥侯部真麻呂の7人が叙位を受けている。このうち三山は伊治城造営の実質的な推進主体で最大の功績者であったため、地方豪族出身でありながら中央貴族官僚と同等の厚遇を与えられた。真麻呂は俘囚出身の人物であり、三山に協力して蝦夷・俘囚らに働きかけて造営事業への協力や伊治城下への移住を促した。
伊治城造営直後の神護景雲元年12月8日（768年1月2日）、道嶋嶋足が陸奥国大国造、道嶋三山が陸奥国造となり道嶋氏は最盛期を迎える。

#### 調庸制の改正
神護景雲2年9月15日（768年10月29日）、陸奥国は積雪が多く、初夏（4月）に調を京進して季秋（9月）に本郷へと帰るため、百姓（公民）の生業が甚だしく妨げられていることを理由に、百姓より徴収した調庸物を一旦陸奥国に留め置き、10年に1度だけ京進したい旨を中央政府へと要望し、これを許可された。この要望が陸奥国・出羽国の調庸物京進停止の端緒となった可能性が高い。陸奥国の調庸物は他国と変わりなく調布や様々な特産品が収取されていたが、この時期から蝦夷に対する夷禄として支給される狭布や蝦夷への饗宴で消費される米穀へと品目が替えられている。陸奥国の調庸制が本来の都への貢進制度から、夷禄や食糧米といった蝦夷に対する支給物を調達するための制度に作り替えられはじめた。
このように調・庸が現地で消費されるようになった一方、交易雑物制によって陸奥国・出羽国から葦鹿皮（ニホンアシカ）や独犴皮など毛皮類が、陸奥国では他にも砂金や昆布（マコンブ）、策昆布（ミツイシコンブ）、細昆布（ホソメコンブ）が特産物として都へ送られていたとみられる。また、蝦夷系住人によって飼養された馬と鷹が、調庸制や交易雑物制とは別の収取システムによって蝦夷社会から国家側社会へともたらされていたと考えられる。調庸物や正税利稲といった公民の手になる生産物を、毛皮・昆布・金・馬・鷹など蝦夷社会の生産物に変換して収取する体制が創出された。

#### 栗原郡と桃生郡の建郡
神護景雲2年12月、称徳天皇の勅で伊治城、桃生城に移住を願う者の課役の免除が決定した。翌神護景雲3年3月1日、農桑の利を求めて桃生城、伊治城に移住する者に賦役令に定める給復規定を上回る優復を与えるよう法令が改正された。
神護景雲3年6月9日（769年7月16日）、陸奥国に栗原郡が置かれる。2日後の6月11日（769年7月18日）には浮宕百姓2500余人が陸奥国伊治村に移住させられている。

#### 蝦夷の上京朝貢
神護景雲3年1月2日（769年2月12日）、元日朝賀の儀に陸奥の蝦夷が参列して拝賀している。1月7日（769年2月17日）に法王宮で五位以上の官人が参列する宴がおこなわれ、そこにも蝦夷が招かれて道鏡より1人1領ずつ緋袍を与えられている。1月17日（769年2月27日）には平城宮の朝堂で文武百官の主典以上の官人と陸奥の蝦夷に対して饗宴がおこなわれ、蝦夷には叙位と賜物がなされている。

#### 一括賜姓と公民化
神護景雲3年3月13日（767年9月13日）、陸奥国内諸郡の住人64人に下記の新姓が与えられている。
- 白河郡の丈部子老、賀美郡の丈部国益、標葉郡の丈部賀例努ら10人に阿倍陸奥臣
- 安積郡の丈部直継足には安倍安積臣
- 信夫郡の丈部大庭らには阿倍信夫臣
- 柴田郡の丈部嶋足には安倍柴田臣
- 会津郡の丈部庭虫ら2人には阿倍会津臣
- 磐城郡の丈部山際には於保磐城臣
- 牡鹿郡の春日部奥麻呂ら3人には武射臣
- 曰理郡の宗何部池守ら3人には湯坐曰理連
- 白河郡の靱大伴部継人、黒川郡の靱大伴部弟虫ら8人には靫大伴連
- 行方郡の大伴部三田ら4人には大伴行方連
- 苅田郡の大伴部人足には大伴苅田臣
- 柴田郡の大伴部福麻呂には大伴柴田臣
- 磐瀬郡の吉弥侯部人上には磐瀬朝臣
- 宇多郡の吉弥侯部文知には上毛野道奥公
- 名取郡の吉弥侯部老人、賀美郡の吉弥侯部大成ら9人には上毛野名取朝臣
- 信夫郡の吉弥侯部足山守ら7人には上毛野鍬山公
- 新田郡の吉弥侯部豊庭には上毛野中村公
- 信夫郡の吉弥侯部広国には下毛野静戸公
- 玉造郡の吉弥侯部念丸ら7人には下毛野俯見公

この一括賜姓は、陸奥大国造道嶋嶋足が朝廷へと働きかけたことによるものであった。
神護景雲3年11月25日（769年12月27日）、牡鹿郡の俘囚大伴部押人が「大伴部一族は紀伊国名草郡片岡里の出身で、先祖の大伴部直が征夷に従軍して小田郡嶋田村に居住したが、子孫は蝦夷によって虜にされたので代々俘囚として扱われるようになった」とし、俘囚からの調庸の民（公民）になることを請願して許可された。神護景雲4年4月1日（770年4月30日）、今度は黒川以北十郡に住む俘囚3920人が押人と同様の請願をおこない、3920人全員が公民となっている。請願した3920人は戸や世帯の代表者の男子の可能性が高く、背後には家族である老若男女がいたことになり、おそらく万単位の人数が俘囚の身分を免じられて公民として処遇を受けるようになった。
樋口知志は、黒川以北十郡では俘囚身分が事実上消滅したものと考えてよく、他方では本拠地名に公のカバネを合わせた姓を持つ蝦夷身分の蝦夷族長層はその後も公民身分に編入されぬまま残されたものと推測している。

#### 道嶋氏の凋落
神護景雲4年8月4日（770年8月28日）、称徳天皇が皇嗣を定めぬまま病没すると、白壁王（光仁天皇）が皇太子に立てられた。白壁王は同年10月1日（10月23日）に平城京の太極殿で即位することとなった 。

### 天武系から天智系へ

#### 宇漢迷公宇屈波宇逃還事件
神護景雲4年8月10日（770年9月3日）、奥地の出身と思われる蝦夷族長宇漢迷公宇屈波宇が突然徒族を率いて本拠地に逃げ帰った。陸奥国は使者を送って帰参を促したが、宇屈波宇は憤激して応じず「1、2の同族を率いて城柵を襲撃する」と揚言した（宇漢迷公宇屈波宇逃還事件）。陸奥国から報告を受けた中央政府は道嶋嶋足を派遣して事実関係の調査をおこなっている。

#### 陸奥国政への介入
光仁天皇即位直前の神護景雲4年9月16日（770年10月9日）、道鏡の姦計を告げて排斥した功績により、坂上苅田麻呂が鎮守将軍に叙任された。苅田麻呂は道嶋嶋足とともに藤原仲麻呂の乱で武功を挙げた人物である。しかし在任期間は僅か6ヵ月で、翌宝亀2年閏3月1日（771年4月20日）には後任の佐伯美濃が鎮守将軍と陸奥守を兼任している。
中央政府政界と陸奥国政界の捻れ現象に対して、光仁朝は道嶋氏の陸奥国支配体制に次第に抑圧・介入の動きを強めていく。
宝亀2年から3年の夏にかけて、陸奥国司の陣容が大きく変化しつつあった。2年閏3月には佐伯美濃が陸奥守と鎮守将軍を兼ね、7月には笠道引が陸奥介となり、3年4月には粟田鷹主が陸奥員外介となっている。道嶋氏寄りとみられる前陸奥守石川名足と前陸奥介田口安麻呂の2人もほどなく都へ帰還したとみられ、道嶋三山も鷹主と入れ替わりで陸奥員外介の任を退いた。
宝亀3年9月27日（772年10月27日）、大伴駿河麻呂が陸奥按察使に任命された。駿河麻呂は老齢を理由に固辞したが、光仁天皇は「此の国（陸奥）は、元来、人を択び、以て其の任を授く」と固辞を許さなかった。翌年7月21日（773年8月13日）に駿河麻呂は鎮守将軍も兼ねることになる。

#### 上京朝貢の停止
宝亀5年1月16日（774年3月3日）、上京した出羽の蝦夷・俘囚に対して朝堂で饗宴や叙位、賜禄の儀がおこなわれた。しかし21日（8日）に蝦夷・俘囚の上京朝貢が唐突に停止されている。
上京朝貢の停止について樋口知志は、おそらく光仁天皇の意より出たものであったろうとし、天皇の意を奉じた鎮守将軍大伴駿河麻呂が鎮守府軍政機構の頂点に立つと陸奥の蝦夷たちの上京朝貢をおこなわせない方針を固めたものではないかと指摘している。また、光仁天皇以降、仏教の殺生禁止や天皇の権威強化を目的に鷹の飼育や鷹狩の規制が行われて奥羽の蝦夷に対してもこれを及ぼそうとし、またそれを名目に国府の介入が行われて支配強化につながったことが蝦夷の反乱を誘発したとする指摘もある。

## 三十八年間の征夷の時代
※日付は和暦による旧暦。西暦表記の部分はユリウス暦とする。

### 名称について
弘仁2年に文室綿麻呂が「宝亀五年より当年に至るまで、惣て三十八歳、辺寇屡動きて、警□絶ゆること無し」と述べているように、奈良時代末期の桃生城襲撃事件から平安時代初期の弘仁二年の征夷終結までの38年におよぶ「征夷の時代」がはじまる。
俗に「三十八年戦争」とも呼ばれるが、その時期区分は征夷の方法によって三期ないし四期に分類される。以下は三時期に区分して、宝亀5年の海道蝦夷の反乱による桃生城の襲撃に対する征夷から宝亀11年の覚鱉城築城計画までの6年間を「第一期」、宝亀11年の伊治呰麻呂の乱に対する征夷から桓武朝末期の延暦24年に行われた徳政相論による征夷中止の決定までの25年間を「第二期」、徳政相論から弘仁2年までの6年間を「第三期」とする。
なお三十八年戦争という用語は虎尾俊哉が1975年刊行の著書ではじめて使用したものである。これに対して遠藤昭一は、1994年刊行の著書『私観アテルイ像を求めて : 三十八年騒乱迷走記』の中で「無論三十八年の間戦いつづけたわけではないので、時には武力を使わない静かな時もあったでしょう。時には一方的に「騒乱状態」を作り出し、その「騒乱」を鎮めるために「戦争」状態になったこともあります。「三十八年」は良いとして「戦争」という概念なり言葉が適当かは今後の検討を要するところでしょう」と論じて三十八年騒乱という用語を使っている。
ここでは「三十八年騒乱の時代」として記述する。

### 第一期

#### 桃生城襲撃事件
宝亀5年1月21日（774年3月8日）の蝦夷の上京朝貢の停止から半年後の宝亀5年7月頃、海道地方の蝦夷らの間で騒擾状態となった。陸奥按察使兼守鎮守将軍大伴駿河麻呂はこの事態に対処するために都に奏状を呈し征夷の是非について光仁天皇に敕断を求めると、光仁天皇は人民を慮って征討軍を興すべきではないと指示を出した。しかし駿河麻呂は二度目の奏状で「蝦狄が野心を改めず、しばしば辺境を侵して、あえて王命を拒むと」報じて征夷を強く訴えたため、光仁天皇は征夷もやむなしと判断して宝亀5年7月23日（774年9月3日）に征夷決行の許可を命じる。
その2日後の宝亀5年7月25日（774年9月5日）、駿河麻呂は海道蝦夷の叛徒が橋を焼き道を塞いで往来を絶ち、桃生城を襲撃して西郭を破ったため、軍勢を興して討伐にあたったことを報じる陸奥国解を都へと送った（桃生城襲撃事件）。平城京から多賀城までの飛駅は片道7日程度を要するため、7月23日に出された征夷の勅許は7月25日の時点で陸奥国には届いていなかった。
桃生城襲撃の報を受けた中央政府は宝亀5年8月2日（774年9月12日）、坂東の8国に対して陸奥国から急を告げてきた場合には直ちに援兵を派遣できるよう、500人から2000人の軍兵を集めて待機させておくよう命じた。
宝亀5年8月24日（774年10月4日）、駿河麻呂から「犬や鼠などが悪さをした程度の小事件にすぎず、しばしば侵掠はあるものの大した害はなく、草木が繁茂する時期に征夷をするのは得策ではない」との理由で征夷の中止を進言する奏状が光仁天皇の許に届けられる。光仁天皇は駿河麻呂から征夷の実施を申請してきたにもかかわらず、征夷の中止を求めてきたことに激怒して、即日、駿河麻呂を譴責する勅を下した。

#### 遠山村征討戦
宝亀5年9月頃、大伴駿河麻呂は海道蝦夷の拠点のひとつである陸奥国遠山村を征圧した。報告を受けた光仁天皇は、宝亀5年10月4日（774年11月12日）に使者を遣わして御服や綵帛を賜って慰労した。
宝亀6年11月15日（775年12月12日）に論功行賞があり、駿河麻呂に正四位上勲三等、紀広純に正五位下勲五等、百済王俊哲に勲六等が授けられ、1790人余に叙位・叙勲を行っている。

#### 山海二道蝦夷征討戦
宝亀7年1月末頃、陸奥国から同年4月上旬を期日として陸奥国軍2万人を発して山道と海道の蝦夷を征討する計画が申請された。中央政府は宝亀7年2月6日（776年2月29日）に征討計画を承認、出羽国に軍士4000人をもって雄勝方面より山道蝦夷の西辺を攻めて陸奥国の征討を支援するよう指示した。
宝亀7年7月以前に陸奥国で駿河麻呂が死去、征夷は広純らに引き継がれた。
宝亀7年5月2日（776年5月23日）、出羽国志波村の賊と戦った出羽国軍が不利となったため、中央政府は下総国、下野国、常陸国の騎兵を援軍として現地に向かわせている。
宝亀7年9月13日（776年10月29日）には陸奥国の俘囚395人を大宰府管内諸国に移配、11月29日（777年1月13日）には出羽国の俘囚358人を大宰府および讃岐国に移配して、78人を在京の諸司および参議以上に賤（奴婢）として与えている。
宝亀9年6月25日（778年7月24日）、陸奥国司と出羽国司以下2267人に対して叙位・叙勲が行われた。この時、外正六位上吉弥候伊佐西古と蝦夷爵第二等伊治公砦麻呂の2人の蝦夷系豪族も地方人として最高位に近い外従五位下を与えられている。
駿河麻呂の山海二道蝦夷征討計画について樋口知志は、征討される蝦夷社会の側にとってはあまりにも理不尽なものであったといわざるをえないと論じている。

#### 伊治公呰麻呂の乱
宝亀11年1月頃、蝦夷の賊が北方より大崎平野に侵入して百姓に危害を加える事件が起こった。
宝亀11年2月2日（780年3月12日）、陸奥国司は船路を取って「微に遺れる賊」を掃討したいが北上川が凍って船を通すことが出来ず、今は「賊」の「来犯」が止まないので、まずその「寇道」を塞いで3月4月になって雪が消え雨水が満ちあふれたら直ちに軍士3000人を発して「賊地」に進み覚鱉城の造営を申し出る（覚鱉城造営計画）。陸奥国は覚鱉城造営の目的を単に賊の侵入路の遮断としているが、対して光仁天皇は胆沢の地を得るための軍事拠点とすべきことを主張して陸奥・出羽両国にとって最大の「恩（めぐみ）」であると理解を示して敕を発している。
宝亀11年3月、按察使紀広純が陸奥介大伴真綱と牡鹿郡大領道嶋大楯らを伴って覚鱉城造営の用務で俘軍を率いて伊治城に入城した。同年3月22日（780年5月1日）に此治郡大領伊治公呰麻呂が突如反乱を起こして広純と大楯の2人を殺害した。
数日後、賊徒（反乱軍）は無人となった多賀城を襲撃し、府庫を略奪、火を放って焼き払った。
正史の記録には以後の経過が記されていないが、出羽国雄勝平鹿2郡郡家の焼亡、由理柵の孤立、大室塞の奪取及び秋田城の一時放棄と関連づける見解もある。

### 第二期

#### 征討使の復活
伊治公呰麻呂反逆の報を受けた中央政府は宝亀11年3月28日（780年5月7日）に征討使任命の人事をおこない、中納言藤原継縄を征東大使、大伴益立と紀古佐美を征討副使に任命し、さらに判官と主典各4人も任命した。陸奥国から平城京までの情報伝達には7日程度を要するため、反逆の第一報を受けてただちに将官を任命したとみられる。翌日には大伴真綱を鎮守副将軍、安倍家麻呂を出羽鎮狄将軍に任命するとともに、鎮狄使の軍監と軍曹各2人を任命し、さらに征東副使大伴益立に陸奥守を兼任させている。律令では征討軍を率いる将官（征討使）として将軍・副将軍・軍監・軍曹などを規定するが、征夷を行う征討使は鎮守府と区別するために大使・副使・判官・主典とも称される。東北に対する征討使の派遣は天平9年（737年）以来43年ぶり、鎮狄将軍に限れば神亀元年（724年）以来56年ぶりの任命であった。数万におよぶ坂東の軍士が動員され、それまでの現地官人・現地兵力を主体とする征夷軍編成を大きく転換させた。
征東大使藤原継縄は陸奥国へと赴任しなかったようで、宝亀11年4月4日（780年5月12日）に節刀を授けられた大伴益立が副使ながら征討軍における事実上の最高指揮官として陸奥国へと赴任した。益立ら征東使は同月下旬に国府多賀城に入ると、5月8日（6月14日）に征討実施の計画を光仁天皇に奏上した。ついで6月8日（7月14日）には百済王俊哲が鎮守副将軍に、多治比宇美が陸奥介に任命された。鎮守副将軍と陸奥介は大伴真綱が帯びていたもので、益立ら征東使の調査で多賀城失陥に関わる真綱の責任が追及されて朝廷に更迭を求めたものと思われる。6月29日（8月4日）、光仁天皇は益立が期日を過ぎても軍事行動を開始できないことを叱責して直ちに詳細の報告を求めた。
ところが宝亀11年9月23日（780年10月25日）に藤原小黒麻呂が持節征東大使に任命されて征討使の最高指揮権が益立より小黒麻呂に移る。同時に内蔵全成と多犬養が新たに副使とされ、副使は4人に増員されている。小黒麻呂ら征東使は10月22日（11月22日）、冬を目前にしているのに兵士の襖が不足していること、数万余の大軍に支給する軍粮が準備できていなことから「今年は征討すべからず」と征夷の中止を申し出る奏状を送った。光仁天皇は10月29日（11月29日）に征東使を叱責したうえで軍事行動の開始を命じ、今月中に賊地に攻め入らないのであれば多賀城と玉作城（玉造柵）に防禦を加え戦術を練るべきこと命じている。光仁天皇の叱責を受けた征東使は11月に入ると反乱蝦夷の来襲路を遮断するために2000人の軍兵で鷲座・楯座・石沢・大菅屋・柳沢の五道を封鎖した。
宝亀12年1月1日（781年1月30日）、光仁天皇は伊勢斎宮に現れた美雲の瑞祥により天応と改元するとともに、伊治公砦麻呂に荷担した百姓が賊より離脱して投降した場合にはその罪を許して3年間の課役を免除することを宣言した
。

#### 天応元年の征夷
天応元年1月10日（781年2月8日）、藤原小黒麻呂が陸奥出羽按察使を兼任、1月15日（2月13日）には軍粮を進上した印旛郡大領丈部牛養と那賀郡大領宇治部全成に外従五位が授けられた。
天応元年4月3日（781年4月30日）、光仁天皇は譲位して桓武天皇が即位した。
天応元年5月24日（781年6月20日）、小黒麻呂は新帝桓武天皇に対して奏状を送り、軍の解散を事後報告するとともに凱旋のために入京したいことを申請した。奏状を受け取った桓武天皇は6月1日（6月26日）に伊佐西古・諸絞・八十嶋・乙代らの一人の首も取らないまま軍を解散し、賊4000人余りに対して斬首したのは70人余りにであるのに凱旋を申請した小黒麻呂らを「たとえ旧例ありたも、朕取らず」と厳しく叱責する勅を発し、内蔵全成と多犬養のどちらか一人を入京させて事情を説明するよう命じている。
天応元年8月25日（781年9月17日）、征東大使藤原小黒麻呂が征夷を終えて入京した。

#### 延暦三年の征夷計画
天応2年6月17日（782年7月31日）、皇太子早良親王に使えていた春宮大夫大伴家持が陸奥出羽按察使・鎮守将軍の2官を兼任した。同日には入間広成が陸奥介、安倍猨嶋墨縄が鎮守権副将軍に任じられている。家持は同年閏正月10日（782年2月26日）に起こった氷上川継の乱への関与を疑われて解官されているが、4月には罪を赦され参議に復していた。
延暦2年1月、平城京で道嶋嶋足が死去した。
延暦2年4月15日（783年5月20日）、鎮守府の将吏らが坂東八国より鎮守府の軍粮として運び込まれた穀をいったん穎稲に入れ替え、あまった穀を「軽物」に替えて都に運び利益をえることや、鎮兵を私田の耕作に使役するなどの不正を行っていたため、桓武天皇の勅によって今後は軍法によって厳しく処断すべきこととされた。
延暦3年2月、大伴家持が持節征東将軍に任じられた。この頃の東北辺境情勢は反乱や騒擾があまりみられず概ね小康状態にあり、国家側に大規模な征討準備をおこなっていた形跡もなく、67歳の文官政治家であった家持が総指揮官である征東将軍に任じられた理由は不明である。長岡京遷都に抵抗していた大伴氏の勢力削減を謀るために家持・弟麻呂を征東使に任じて陸奥へ追い遣った可能性が指摘されている。同年11月11日（784年12月27日）に平城京から長岡京に遷都された。
延暦4年8月28日（785年10月5日）、大伴家持は任地において死去。征討計画は軍兵・武器・軍粮確保などの諸準備が進捗せず、征夷は実施されないまま計画自体が自然消滅する。同年9月23日（785年10月30日）夜、長岡京遷都に主導的な役割を果たしていた中納言藤原種継が造宮監督中に矢で射られ、翌日薨去（藤原種継暗殺事件）。大伴宿禰一族の大伴継人・大伴竹良が首謀者と発覚し、捕らえられた継人と佐伯高成は家持が大伴氏と佐伯氏に早良親王の意を奉じて種継を暗殺すべきと呼びかけた張本人と証言をおこなった。家持は死後、位階・勲位等すべての名誉を剥奪された。

#### 征夷をめぐる対立
延暦4年9月以降、長く鎮守副将軍であった百済王俊哲が大伴家持の後任として鎮守将軍に進む。
延暦6年1月21日（787年2月13日）の太政官符によって、都の王臣貴族たちや現地の国司官人たちが、蝦夷たちと私的に交易して馬や俘奴婢を手に入れていたことが、敵対する蝦夷の利になっているため、王臣・国司・百姓らが夷俘と交易することが禁じられる。馬や俘奴婢との交換で蝦夷側に渡っているのは、敵の防御のための冑の材料となる綿や農具の材料となっている鉄だという。また利潤を求めて蝦夷側が馬や人を略奪する行為も起きていた。
官符によって禁制が出された直後の同年2月、佐伯葛城が陸奥介兼鎮守副将軍に任命されたが、赴任することもなく20日後には下野守に転じている。後任の陸奥介には藤原葛野麻呂、鎮守副将軍には池田真枚が就任している。
延暦6年閏5月5日（787年6月24日）、鎮守将軍百済王俊哲が事に坐して日向権介に左遷された。

#### 延暦八年の征夷
延暦7年2月28日（788年4月8日）、陸奥出羽按察使・陸奥守の多治比宇美が前年閏5月より空席となっていた鎮守将軍を兼任、安倍猨嶋墨縄が鎮守副将軍に任命された。
延暦7年3月2日（4月12日）、中央政府は陸奥国に軍粮3万5000余斛を多賀城に運ぶこと、東海・東山・北陸諸国に糒2万3000余斛と塩を7月までに陸奥国に運ぶことを指示している。また3月3日（4月13日）には東海・東山・坂東諸国に対して歩兵と騎兵合わせて5万2800余人を徴発して翌年3月までに多賀城に会集させるよう命じている。なお選定にあっては、先の戦いで叙勲された者、常陸国神賤を優先するよう指示している。常陸国神賤は常陸国から菊多・磐城・標葉・行方・宇多・伊具・亘理・宮城・黒河・色麻・志田・小田・牡鹿と38の末社を勧請し、奉幣しつつ陸奥へと進軍している。
延暦7年3月21日（5月1日）、征東副使の人事がおこなわれて多治比浜成、紀真人、佐伯葛城、入間広成の4人が任命された。さらに7月6日（8月11日）には伊治公砦麻呂の乱で征東副使を務めた紀古佐美が征東大将軍（征東大使）に任命されている。この時の征東使の人事は鎮官、副使、大使の順でおこなわれており、最高位である大使の人事が一番後回しにされているのは異例である。
延暦7年12月7日（789年1月7日）、紀古佐美は長岡京の内裏で桓武天皇より節刀を授けられ「坂東の安危この一挙に在り。将軍勉むべし」と激励を受けて陸奥国へ進発した。
翌延暦8年（789年）に紀古佐美らによる大規模な蝦夷征討が開始された。紀古佐美は5月末まで衣川に軍を留め、進軍せずにいたが、桓武天皇からの叱責を受けたため蝦夷の拠点と目されていた胆沢に向けて軍勢を発したが、朝廷軍は多数の損害を出し壊走、紀古佐美の遠征は失敗に終わったという（巣伏の戦い）。
『続日本紀』延暦8年6月3日条には官軍の純粋な戦闘死は25人とみえ、一方で『続日本紀』延暦8年7月17日条には89人の敵軍兵士の首を取ったとあり、同じ巣伏の戦いにおける官軍と胆沢蝦夷軍の戦闘死者数であるならば、官軍は相当善戦したことになる。しかし延暦8年6月3日条での官軍は阿弖流爲率いる胆沢蝦夷軍に翻弄され、惨敗を喫しているため、その際に敵軍兵士の首を89級も挙げることが出来たとは考えがたい。
そのため延暦八年の征夷では、5月下旬から末頃に起こった巣伏の戦いと呼ばれる第一次胆沢合戦の後に、第二次胆沢合戦が起こっていた可能性が指摘されている。
吉川真司は、延暦11年（792年）に実施される健児の導入について、延暦7年から8年の征討で朝廷軍が大敗を喫した経緯を踏まえ、公民から徴発された歩兵を重視した従来の軍制では蝦夷征討には対応できないという観点から、騎兵の重視・強化を図るための軍制改革であったと提唱している。

#### 延暦十三年の征夷
延暦11年1月11日（792年2月7日）、斯波村（志波村）に住む蝦夷族長胆沢公阿奴志己らが使者を陸奥国府に送り、王化に帰したいと日頃考えているが、伊治村の俘等が道を遮っているので、国家の力でそれらを制して蝦夷が帰降するための「降路」を開いて欲しいと申し出た。陸奥国司は阿奴志己等に物を与えて放還したので、報告を受けた政府は「夷狄の性、虚言にして不実なり。常に帰服を称すれども、唯に利のみ是れ求む。今より以後、夷の使者有れども、常賜に加ふること勿れ」と命じている
延暦13年（794年）には、再度の征討軍として征夷大使大伴弟麻呂、征夷副使坂上田村麻呂による蝦夷征伐が行われた。この戦役については「征東副将軍坂上大宿禰田村麿已下蝦夷を征す」（『類聚国史』）と記録されているが他の史料がないため詳細は不明である。しかし、田村麻呂は四人の副使（副将軍）の一人にすぎないにもかかわらず唯一史料に残っているため、中心的な役割を果たしたらしい。

#### 延暦二十年の征夷
延暦15年1月25日（796年3月9日）、坂上田村麻呂は陸奥出羽按察使兼陸奥守に任命されると、同年10月27日（11月30日）に鎮守将軍も兼任した。
延暦15年11月2日（796年12月5日）に伊治城と玉造塞の間に駅が置かれた。11月8日（12月11日）、伊勢・参河、相模・近江・丹波・但馬から各2人を陸奥国に遣わし、2年間養蚕を教習させた。11月21日（12月24日）相模・武蔵・上総・下総・常陸・上野・下野・出羽・越後の8国の民9000人が伊治城に移住させられている。
延暦15年12月28日（797年1月30日）には太政官符が下され、陸奥国の屯田より徴収される地子を一町ごとに稲20束とすべきことが定められた。屯田地子徴収体制の整備は、帰降した蝦夷族長らへの食糧支給のための財源確保とも深く関わっていたものと考えられる。
延暦19年10月、征夷副将軍以下の任命人事があり、征夷使の陣容が整った。『日本紀略』の任命記事は副将軍以下の人名が省略されているが、『日本三代実録』によれば小野永見が征夷副将軍に任命されたらしい。
延暦20年2月14日（801年3月31日）、征夷大将軍坂上田村麻呂が桓武天皇より節刀を賜った。『日本後紀』によると動員された征夷軍は総勢4万人で前回の4割、軍監5人、軍曹32人であった。
『日本後紀』の欠失のため詳しい経過は不明である。

同年9月27日（801年11月6日）、坂上田村麻呂から戦勝報告があったが、『日本紀略』は「征夷大将軍坂上宿禰田村麿等言ふ。臣聞く、云々。夷賊を討伏す」と記すのみで、内容を完全に省略している。『日本後紀』には嵯峨天皇の詔として次のように記されている。
このときの征夷は岩手県太平洋沿岸部の閉伊村までおよんだらしいことがうかがえる。
延暦20年には移配蝦夷の田租を免除する法令が出されているため、第二次征討と同様に多数の蝦夷が諸国に移配されたと考えられる。

#### 胆沢城造営
延暦21年1月7日（802年2月12日）に坂上田村麻呂が霊験について奏上した陸奥国の三神に位階が加えられ、1月8日（2月13日）には征夷軍監以下軍士以上の位勲も加えられる。そして1月9日（2月14日）、胆沢城を造営するために田村麻呂が造陸奥国胆沢城使として派遣された。1月11日（2月16日）には駿河国・甲斐国・相模国・武蔵国・上総国・下総国・常陸国・信濃国・上野国・下野国10ヵ国の浪人4000人を胆沢城周辺に移住させることが勅によって命じられている。
延暦21年4月15日、大墓公阿弖利為と磐具公母礼の2人が500余人を率いて降った。田村麻呂は公卿らに対して「この度は大墓公阿弖利爲と盤具公母禮の願を聞き入れて胆沢へと帰し、2人の賊類を招いて取り込もうと思います」と申し入れたが、公卿は執論して「野蛮で獣の心をもち、約束しても覆してしまう。朝廷の威厳によってようやく捕えた梟帥を、田村麻呂らの主張通り陸奥国の奥地に放ち帰すというのは、いわゆる虎を養って患いを後に残すようなものである」と反対したため、公卿の意見が受け容れられたことで阿弖流為と母礼を捉えて8月13日（802年9月13日）に陸奥の奥地の賊の首領であることを理由に河内国で2人を斬った。阿弖流為と母礼の弔い合戦の反乱が発生した形跡は一切みられない。

#### 志波城造営と払田柵跡
延暦22年2月、越後国の米と塩が造志波城所に送られると、翌月には造志波城使坂上田村麻呂が桓武天皇に辞見している。延暦23年5月には陸奥国が志波城と胆沢郡家との間に郵駅を置くべきことを朝廷に申請して許されていることから、その頃までに志波城の造営がおよんだものと思われる。
同じ頃、出羽国の北部に近年では第二次雄勝城とみる説が有力な払田柵跡と呼ばれる城柵がつくられた。横手盆地の南にあった第一次雄勝城を、胆沢城・志波城の造営にあわせて、規模を拡大して北進させたものとみられる。
延暦23年11月、秋田城のもとに秋田郡が置かれ、城司が民衆を直接支配する城制から、郡司を介して支配する郡制に移行した。秋田城の大改修は、この措置を契機として行われたと考えられている。

#### 徳政相論
最北の城柵である志波城と払田柵跡を設置して北方の蝦夷支配の体制を固めた桓武天皇は4度目の征夷の準備を開始する。延暦23年1月19日（804年3月4日）、武蔵・上総・下総・常陸・上野・下野・陸奥の7ヵ国に糒1万4315斛・米9685斛を陸奥国小田郡中山柵に運ばせるよう命じると、1月28日（3月13日）に坂上田村麻呂を征夷大将軍、百済王教雲・佐伯社屋・道嶋御楯の3名を副将軍、軍監8人、軍曹24人を任命する。5月15日（6月25日）に志波城と胆沢城の間の危急に備えて一駅を、11月7日（12月12日）には栗原郡に三駅を置くことが決まった。一方、翌延暦24年11月13日（805年12月7日）、陸奥国の海道諸郡の伝馬は不要であるとして廃止されている。
延暦24年12月7日（805年12月31日）、桓武天皇は藤原緒嗣と菅野真道に天下の徳政について議論させ、征夷と造都の中止を主張した緒嗣の議を善しとして停廃することを決めた（徳政相論）。造都とともに4度目の征夷が中止されると、征夷軍士、鎮兵の派遣や柵戸の移配、征夷のための物資の調達などの蝦夷政策が徳政相論以後は基本的に停止され、蝦夷政策に必要な人と物は一部を除いて陸奥国や出羽国で確保されるようになる。このような体制は在京の田村麻呂によって構想されたとみられる。徳政相論の立役者であった緒嗣は、田村麻呂に替わって大同3年5月28日（808年6月25日）に東山道観察使兼陸奥出羽按察使に任命され、平城天皇に対して3度も就任を固辞するも、翌大同4年3月に赴任して陸奥国の財政や官人の待遇などについて改革を実施した。

### 第三期

#### 弘仁二年の征夷
弘仁2年1月11日（811年2月7日）、陸奥国に志波城を拠点として和我郡・薭縫郡・斯波郡の志波三郡が設置された。志波城には移民が行われた形跡がないことから、この三郡は服属した蝦夷を編成した蝦夷郡である可能性が高い。2月5日（3月3日）、陸奥出羽按察使文室綿麻呂は、6月上旬に陸奥国と出羽国の軍士2万6000人を徴発して爾薩体村と幣伊村を征討したいと嵯峨天皇に申請した。和我郡・薭縫郡・斯波郡の安定化を図るために北と東に接する爾薩体村と幣伊村の征討が計画されたものとみられる。綿麻呂は3月9日（4月5日）、予定していた軍士2万6000人のうち1万人を減らすことを報告した。嵯峨天皇は3月20日（4月16日）の勅で綿麻呂らの判断に理解を示しつつも征夷には多数の兵力が必要なので、先の奏の通りに徴発しら兵数を減らさないよう指示している。
弘仁2年4月17日（811年5月12日）、綿麻呂が征夷将軍に、出羽守大伴今人・鎮守将軍佐伯耳麻呂・陸奥介坂上鷹養の3名が副将軍に任命された。現地官人を征討使に任ずる点や軍監・軍曹の人数も多い点は桓武朝二次征討以来の方式を踏まえているが、綿麻呂はこの前後を通じて陸奥にいるため京に帰って天皇から節刀を受け取った形跡がない。2日後の4月19日（5月14日）に嵯峨天皇が「国の安危、この一挙に在り」と征夷将軍に宛てて勅を発している。「国」とは陸奥国のことであり、征夷という本来国家的な課題が陸奥国という一地域の問題として扱われている。
弘仁2年7月4日（811年7月27日）、綿麻呂らは俘軍1000人を吉弥侯部於夜志閇らに委ねて弊伊村を討つことを奏上する。嵯峨天皇は7月14日（8月6日）の勅で、副将軍・両国司と再三評議して、結果を書状にて奏上するよう指示した。7月29日（8月21日）、邑良志閇村の降俘である吉弥侯部都留岐が「私たちは爾薩体村の夷である伊加古らと、久しく仇怨の関係にあります。今、伊加古らは、練兵して整衆し都母村におり、弊伊村の夷を誘って、私たちを討伐しようとしています。そこで伏して兵粮を請い、先に手を打って襲撃しようと思います」と申し出た。そこで出羽国は「賊を以て賊を伐つことは軍国の利」と考え、米100斛を支給したいと申請した。9月22日（10月12日）、綿麻呂は征夷軍を「四道」に分けたところ、輜重兵が足りなくなったので陸奥国の軍士1100人を追加徴発することを申請する。申請は10月4日（10月24日）付けで許可されたが、陸奥国に伝わる前の10月5日（10月25日）に綿麻呂が突如として戦勝報告を提出する。戦勝報告を受け取った嵯峨天皇は10月13日（11月2日）に「今月5日の奏状を見て、残獲稍多く、帰降少なからず。将軍の経略、士卒の戦功、此において知りぬ」という勅を発して「蝦夷」「俘囚」「新獲の夷」のそれぞれについて処置を指示している。

#### 三十八年騒乱の終結
弘仁2年12月13日（811年12月31日）、嵯峨天皇は詔を発して征夷将軍文室綿麻呂に従三位、副将軍佐伯耳麻呂に正五位、大伴今人と坂上鷹養に従五位下、鎮守副将軍物部匝瑳足継に外従五位上が授与された。
弘仁2年閏12月11日（812年1月28日）、綿麻呂は「今官軍一挙して、寇賊遺るもの無し」と述べて、陸奥国の鎮兵3800人を段階的に1000人にまで削減し、軍団兵士を四団4000人から二団2000人に削減する大幅な軍備縮小の実施を奏上する。そして「宝亀五年より当年に至るまで、惣て三十八歳、辺寇屡動きて、警□絶ゆること無し」と述べて38年におよぶ征夷の時代が終わったことを宣言する。
志波城の移転先は徳丹城で『類聚三代格』から弘仁3年3月中に移転が完了したことがわかる。
綿麻呂の征夷は、徳政相論による征夷中止の方針に沿って行われたもので、征夷終結のための征夷と評されている。

## 平安時代
※日付は和暦による旧暦。西暦表記の部分はユリウス暦とする。

### 三十八年騒乱の終結後

#### 民夷融和政策
文室綿麻呂による軍事行動を最後に律令国家の征夷は終焉して「民夷融和政策」と呼ばれる公民と蝦夷との身分差の解消をはかろうとする一種の同和政策が推進されていく。
弘仁3年6月2日（812年7月13日）、諸国の夷俘が朝制を遵守せずに多くの法を犯して教化が難しい状態であるとして、夷俘の中から夷俘長を1人選んで夷俘を監督させることが定められた。
弘仁4年11月21日（813年12月17日）、入京越訴の多発を理由として、夷俘問題を専門に担当する夷俘専当国司が置かれた。同年11月24日（813年12月20日）には、再度敕が発せられて全国の国司の介以上が一斉に夷俘専当国司に任命されている。
弘仁5年12月1日（815年1月14日）、嵯峨天皇は官人や百姓が帰降した蝦夷や俘囚個人に対して「夷俘」と蔑称することを禁止し、官職や位階をもつ人に対しては官位姓名で、もたない人に対しても姓名で呼ぶべきことを命じた。
以後、組織だった蝦夷征討は停止し、朝廷の支配下に入った夷俘、俘囚の反乱が記録されるのみとなったが、津軽や渡島の住民は依然蝦夷と呼ばれた。

#### 移配蝦夷の処遇と闘争
移配先で富裕化すると善行によって叙位されるなど、律令国家側に順応する移配蝦夷が存在した。一方では、貧困と社会的差別の中で抵抗を続けていた移配蝦夷も存在し、しばしば入京越訴と反乱が発生していた。
移配蝦夷の反乱は弘仁5年（814年）に出雲国、嘉祥元年（848年）に上総国、貞観17年（875年）に下総国と下野国、元慶7年（883年）に上総国で発生している。貞観17年5月10日（875年6月16日）に起きた下総国の反乱では、第一報を受けた中央政府が俘囚の反乱を「俘虜の怨乱」と述べている。朝廷から移配蝦夷の怨みが反乱の原因として認識されていた。しかし移配蝦夷が必ずしも好戦的であったわけではなく、問題が起きると所管の国司に訴えていたが、問題が放置されたり、不当な判決を下される事が多かったため朝廷に直接上訴し、それでも解決しない場合に最後の手段として反乱を起こしていた。
移配蝦夷は9世紀初頭以降、防人などの軍事力として利用されるようになる。貞観11年12月5日（870年1月10日）、夷俘50人を1番として1ヵ月交替で鴻臚館や津厨などを守らせることとなった。寛平7年3月13日（895年4月11日）には博多警固所に夷俘50人を置くことが定められている。大宰府以外にも承和6年4月2日（839年5月18日）に右近衛将監坂上当宗と近衛俘夷が伊賀国名張郡山中で銭貨を偽造していた群盗を逮捕した例、貞観9年11月に伊予国宮崎村の海賊を討つために瀬戸内海沿岸の諸国に俘囚を招き募ることを命じた例などがある。

### 奥郡騒乱

#### 承和の騒擾
承和4年4月16日（837年5月23日）、鳴子火山群が噴火したため、陸奥国司に玉造塞の温泉石神を鎮めて夷狄を教諭するよう命じた。
承和4年4月21日（837年5月28日）、鎮守将軍匝瑳末守が、去年の春から今年の春に至るまで、百姓が妖言をして騒擾が止まず、奥郡の民が住居を捨てて逃げ出していると報告した。この報告を受けた陸奥出羽按察使坂上浄野は、栗原桃生以北の俘囚に控弦が多く、国家への反復も定まらず、非常事態が発生すれば防御しがたいので、援兵1000人を徴発して派遣することを決定し、その事後承諾を中央政府に求めている。
承和7年3月26日（840年5月1日）、陸奥守良岑木蓮と前鎮守将軍匝瑳末守は、奥郡の民がともに庚申年を称して逃亡する者があとを絶たないので、騒ぎを静めるため援兵2000人を徴発したことを報告している。承和7年は干支が庚申にあたり、60年前の庚申年である宝亀11年（780年）には伊治公砦麻呂の乱が、その60年前の庚申年である養老4年（720年）には大崎平野の蝦夷反乱があったことから、奥郡騒乱は「庚申年には蝦夷反乱が起こる」との言い伝えが広まるきっかけとなった。

#### 蝦夷系豪族の台頭
奥郡騒乱に対して対処療法的に援兵の動員、磐城団の増設、国府弩師の再置、公出挙利率の5割から3割への引き下げ、5年間の給復などの軍事力強化と民の負担軽減対策が講じられたが、本質的な対策は蝦夷系豪族を登用して辺境支配の担い手とすることであった。承和2年（835年）から同7年（840年）にかけて俘囚に外五位を授与する例が6例あり、律令国家が奥郡の支配や騒乱の沈静化に蝦夷系豪族の保有する武力を積極的に利用した証左とみられる。
蝦夷系豪族の登用と、その支配力に依拠した支配体制の構築は、俘囚の系譜を引く奥六郡の安倍氏や山北三郡の清原氏といった大豪族の台頭に繋がったと考えられる。なお前九年の役、後三年の役については、文献上征討対象である安倍氏、清原氏を俘囚とするものがあるものの、近年では両者とも官位を有する下級貴族階級であったとする説が有力になってきている。

## 研究と評価
樋口知志は、2013年刊行の著書『阿弖流為 夷俘と号すること莫かるべし』の中で、古代の蝦夷については蝦夷＝アイヌ説に立脚した論調が散見され、古代日本人の外側に位置した異族的集団であったように捉えられることも少なくない。しかし現在では学会の共有財産となる標準的な見解が成立しており、蝦夷の中には渡嶋（北海道）周辺の蝦夷など極めて僻遠の地の集団も含まれるが、本州内に居住していた蝦夷（の多く）については現代日本人の祖先のうちの一群であった。奈良時代から平安時代初期には奥羽両国の蝦夷が関東から九州まで全国に移住させられたことがあり、各地に血統を伝えている。現代日本人の身体の中には大概、征服者と被征服者の双方の血がともに流れていることになる。東北人だけが蝦夷の後裔として敗れし者の血を承け継いでいるわけではないとしている。

## 関連資料
日本の古代東北経営が記録される資料
- 『日本書紀』
- 『続日本紀』
- 『日本後紀』 - 散逸度が高く、抄録しか残らない。
- 『類聚国史』
- 『日本紀略』 - 六国史の抜粋。『日本後紀』の散逸部分を知る助けになる。
- 『続日本後紀』
- 『類聚三代格』

### 原典
1. ↑  『日本書紀』神武天皇即位前紀戌午年十月条
2. ↑  『日本書紀』大化三年是歳条
3. ↑  『日本書紀』大化四年是歳条
4. ↑  『日本書紀』斉明天皇元年七月己卯条
5. ↑  『日本書紀』斉明天皇元年是歳条
6. ↑  『日本書紀』斉明天皇四年四月条
7. ↑  『日本書紀』斉明天皇五年三月条
8. ↑  『続日本紀』和銅二年三月壬戌（六日）条
9. ↑  『続日本紀』和銅五年九月己丑（二十三日）条
10. ↑  『続日本紀』和銅三年四月辛丑（二十一日）条
11. ↑  『続日本紀』天平宝字三年十月辛丑（八日）条
12. 1 2  『続日本紀』霊亀元年十月丁丑（二十九日）条
13. ↑  『続日本紀』霊亀元年五月庚戌（三十日）条
14. ↑  『続日本紀』養老四年九月丁丑（二十八日）条
15. ↑  『続日本紀』養老四年九月戊寅（二十九日）条
16. ↑  『続日本紀』養老五年四月乙酉（九日）条
17. ↑  『続日本紀』神亀元年三月甲申（二十五日）条
18. ↑  『続日本紀』神亀元年四月丙申（四日）条
19. ↑  『続日本紀』神亀元年五月壬午（十九日）条
20. ↑  『続日本紀』神亀元年十一月乙酉（二十九日）条
21. ↑  『続日本紀』天平五年十二月己未（二十六日）条
22. ↑  『続日本紀』天平九年正月丙申（二十二日）条
23. ↑  『続日本紀』天平宝字四年正月丙寅（四日）条
24. ↑  『続日本紀』天平宝字二年六月辛亥（十一日）条
25. 1 2  『続日本紀』神護景雲元年十月辛卯（十五日）条
26. ↑  『続日本紀』神護景雲二年九月壬辰卯（二十二日）条
27. ↑  『続日本紀』神護景雲三年正月辛羊（二日）条
28. ↑  『続日本紀』神護景雲三年正月丙子（七日）条
29. ↑  『続日本紀』神護景雲三年正月丙戌（十七日）条
30. 1 2  『続日本紀』神護景雲三年三月辛巳（十三日）条
31. ↑  『続日本紀』神護景雲三年十一月己丑（二十五日）条
32. ↑  『続日本紀』宝亀元年四月朔（一日）条
33. 1 2 3  『続日本紀』宝亀元年八月己亥（十日）条
34. ↑  『続日本紀』宝亀五年正月丙辰（十六日）条
35. ↑  『続日本紀』宝亀五年正月庚申（二十日）条
36. 1 2 3  『日本後紀』弘仁二年閏十二月辛丑（十一日）条
37. 1 2 3  『続日本紀』宝亀五年七月庚申（二十三日）条
38. 1 2  『続日本紀』宝亀五年八月辛卯（二十四日）条
39. 1 2  『続日本紀』宝亀五年十月庚午（四日）条
40. ↑  『続日本紀』宝亀六年十一月乙巳（十五日）条
41. 1 2  『続日本紀』宝亀七年二月甲子（六日）条
42. 1 2 3  『続日本紀』宝亀十一年二月丁酉（二日）条
43. 1 2  『続日本紀』宝亀十一年六月辛酉（二十八日）条
44. 1 2  『続日本紀』宝亀十一年十月己羊（二十九日）条
45. ↑  宝亀十一年十二月庚子（十日）条
46. 1 2  『続日本紀』天応元年六月朔（一日）条
47. ↑  『続日本紀』延暦二年四月辛酉（十五日）条
48. ↑  『類聚三代格』巻十九禁制事
49. ↑  『続日本紀』延暦六年閏五月丁巳（五日）条
50. ↑  『続日本紀』延暦七年三月辛亥（三日）条
51. ↑  『日本三代実録』貞観八年正月二十日条
52. ↑  『続日本紀』延暦八年六月甲戌（三日）条
53. ↑  『続日本紀』延暦八年七月丁巳（十七日）条
54. ↑  『日本後紀』延暦十一年七月戊寅（廿五日）条
55. 1 2  『類聚国史』延暦十一年正月丙寅（十一日）条
56. ↑  『類聚三代格』巻十五損田幷地子事所収延暦十五年十二月二十八日太政官符
57. ↑  『日本三代実録』貞観二年五月十八日丁卯条
58. ↑  『日本後紀』弘仁二年五月壬子（十九日）条
59. ↑  『日本後紀』弘仁二年十二月甲戌（十三日）条
60. ↑  『類聚国史』巻八三弘仁七年十月辛丑条所引延暦二十年格
61. ↑  『日本紀略』延暦二十一年春正月甲子（七日）条
62. ↑  『日本紀略』延暦二十一年春正月乙丑（八日）条
63. ↑  『日本紀略』延暦二十一年春正月丙寅（九日）条
64. ↑  『日本紀略』延暦二十一年春正月戊辰（十一日）条
65. ↑  『日本紀略』延暦二十一年八月丁酉（十三日）条
66. ↑  『日本後紀』延暦二十四年十二月壬寅（七日）条
67. ↑  『日本後紀』弘仁二年三月甲寅条
68. ↑  『日本後紀』弘仁二年三月壬子条
69. 1 2  『日本後紀』弘仁二年七月丙午条
70. ↑  『類聚三代格』巻五弘仁三年四月二日太政官符
71. ↑  『続日本紀』弘仁三年六月戊子（二日）条
72. ↑  『続日本紀』弘仁五年十二月朔（一日）条
73. ↑  『続日本後紀』承和六年四月癸丑日（二日）条
74. ↑  『続日本後紀』承和四年四月戊申（十六日）条
75. 1 2  『続日本後紀』承和四年四月癸丑（二十一日）条
76. ↑  『続日本後紀』承和七年三月壬寅（二十六日）条